# Cràter (estrateg del tema dels Cibirreotes)
Cràter (grec medieval: Κρατερός, Kraterós) fou un comandant romà d'Orient del segle ix, actiu sota l'emperador Miquel II el Tartamut (r. 820–829).

## Vida
Se'n sap molt poca cosa i fins i tot el seu nom és incert, atès que «Cràter» podria ser el seu cognom i no el seu nom de pila. Podria ser la mateixa persona que un altre Cràter, que fou estrateg del tema dels Anatòlics a la dècada del 810, tot i que això significaria que en algun moment hauria estat degradat.
Al principi de la dècada del 820 era estrateg (governador militar) del tema naval dels Cibirreotes. Després de la fallida expedició de Fotí, estrateg del tema dels Anatòlics, per recuperar l'illa de Creta de mans dels sarraïns, Miquel II posà Cràter al capdavant d'una altra expedició. La missió, duta a terme cap al 827/829, tenia 70 naus i reeixí en un primer moment, però l'excés de confiança dels romans d'Orient fou la seva perdició quan foren atacats durant la nit. Tot i que Cràter aconseguí fugir a l'illa de Cos, els àrabs l'hi capturaren i el crucificaren.